# Tis u svatého Jakuba
Tis u svatého Jakuba, také známý jako tis v České Kamenici, je jeden z nejmohutnějších tisů červených v České republice. Tento památný strom roste v centru v děkanské zahradě u kostela svatého Jakuba.

## Základní údaje
- název: Kamenický tis, tis v České Kamenici, tis u svatého Jakuba
- výška: 8 m (1996)[1], 11 m[2]
- obvod: 333 cm (1996)[1][3], 350 cm (2004, informační tabule u stromu)
- věk: 400 let[2], 180 let (1996, informační tabule u stromu)
- evidenční číslo CHKO: 85[3]

## Památné a významné stromy v okolí
- Kamenický jilm
- Lípa v Dolní Kamenici
- Buky na Zeleném vršku
- Jasan v České Kamenici